# Церковь Святого Ахиллия (Ариле)
Церковь Святого Ахиллия (или Церковь Святого Ахиллы, серб. Црква Светог Ахилија) — храм Жичской епархии Сербской православной церкви, расположенный в городе Ариле Златиборского округа Сербии. В богословских источниках принято считать, что церковь возведена в 1295—1296 годах в честь святителя Ахиллия, епископа Ларисийского — духовного борца против арианства и участника первого Вселенского собора в истории христианства. В 1979 году сооружение включено в Список памятников культуры Сербии исключительного значения.

## История храма
По данным, подтверждённым археологическими раскопками, церковь была построена на месте ранее существовавшего монастырского комплекса, при этом достоверно известно, что уже в 1219 году там была расположена кафедра епископа Моравичского. Решение о строительстве новой церкви приняли сразу два монарха — король Срема Стефан Драгутин и его младший брат, король Сербии Стефан Урош II Милутин. В некоторых научных статьях высказывается мнение, что первоначально храм воздвигался во имя сирмийского священномученика Архилия, но после перенесения из Фессалии в Преспу мощей Ахиллия, культы почитания этих двух святых слились.
С начала XIV до середины XV века в храме и сформировавшемся вокруг него монастыре располагалась Митрополия. В тот же период при нём действовала книгописная мастерская. В 1459 году после завоевания Сербской деспотии Османской империей храм пришёл в запустение, как и остальные центры православия, почти на 100 лет. Монашеская община стала вновь формироваться лишь после 1557 года вокруг Печской Патриархии при Патриархе Макарии, при этом её численность не превышала 3 человек. В 1735 году после начала Русско-турецкой войны церковь и монастырь вновь были разграблены и осквернены: турки использовали помещения культовых сооружений как конюшни.
С середины XIX века Церковь Святого Ахиллия в Ариле находится в статусе приходской.

## Архитектура и росписи храма
В соответствии с архитектурными особенностями церковь относится к архитектурному Рашскому стилю, который характерен для XIII века совмещением Романского экстерьера и Византийской пространственной концепции. В Православной Энциклопедии так описано архитектурное решение: «однонефное сооружение с пониженным трансептом, объединяющим боковые певницы и помещения диаконника и жертвенника, нартексом и полукруглой алтарной апсидой; над центральной частью возвышается купол, барабан которого опирается на кубическое основание; снаружи храм оштукатурен, по фасадам и вверху барабана аркатурный фриз».
На кольце под барабаном купола указана точная дата росписи храма — 1296 год. По сохранившимся текстам можно утверждать, что мастерами были приглашённые из города Салоники греки. Неплохо сохранившиеся произведения относятся к так называемому Золотому веку сербской иконописи, расцвет которого начался с росписи монастыря Сопочаны. Программа росписи соответствует православным традициям: в барабане купола изображены библейские пророки, в алтаре — «Евхаристия»; в подкупольном пространстве — цикл «Великие праздники» и «Страсти Христовы» и так далее. Отдельного упоминания заслуживает расположенная в нартексе икона «Древо Иессеево». Образ покровителя храма Святого Ахиллия представлен в южной певнице. Наибольшим своеобразием отличается часть фресок, посвящённых правителям из династии Неманичей, их родственникам и архиепископам сербской церкви (от Саввы I до Евстафия II и епископа Моравичского Евсевия. Хорошо сохранились портреты в южной части внутреннего притвора: короля Драгутин с моделью церкви в руках и короля Милутина; на западной стене наоса — основатели династии Стефан Неманя, Стефан Первовенчанный, и её последний представитель Стефан Урош V.

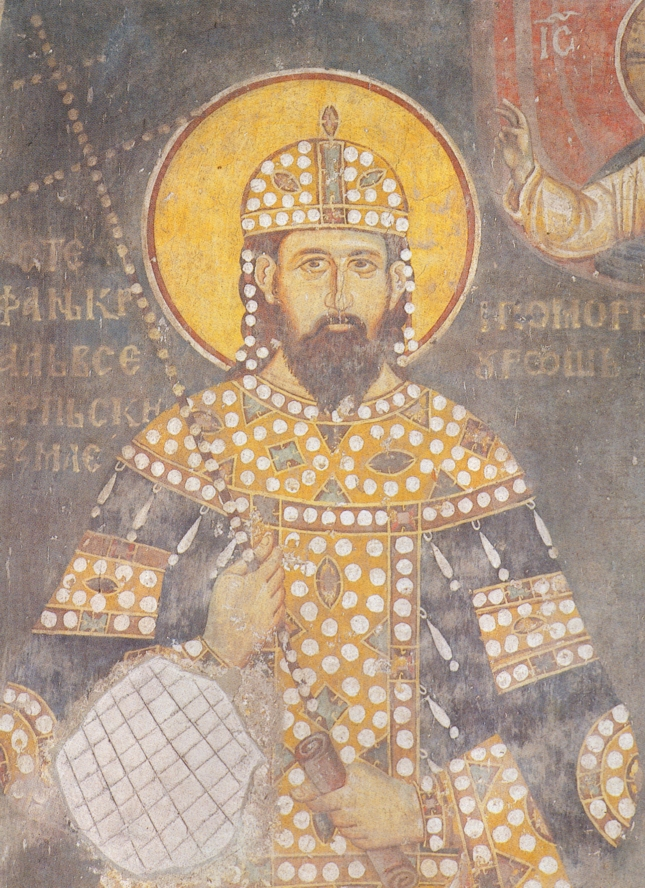
Фреска с изображением Стефана Уроша II Милутина, короля Сербии.
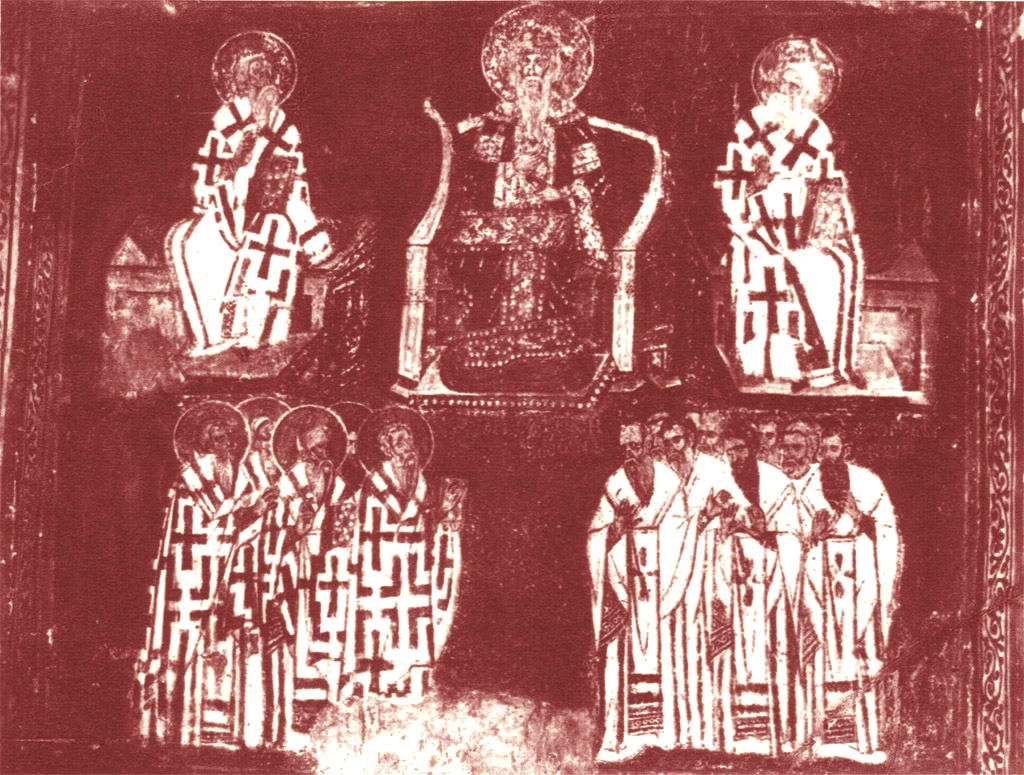
Фреска с изображением Осуждения Стефаном Неманя ереси богомильства.
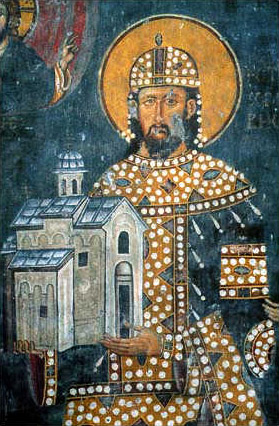
Фреска с изображением Стефана Драгутина, короля Срема.

## Комментарии
1. ↑  Вместо названия «церковь» ряд источников использует термин «монастырь», учитывая сформировавшуюся вокруг неё монашескую общину.